# Michael I. Komnenos Dukas Angelos

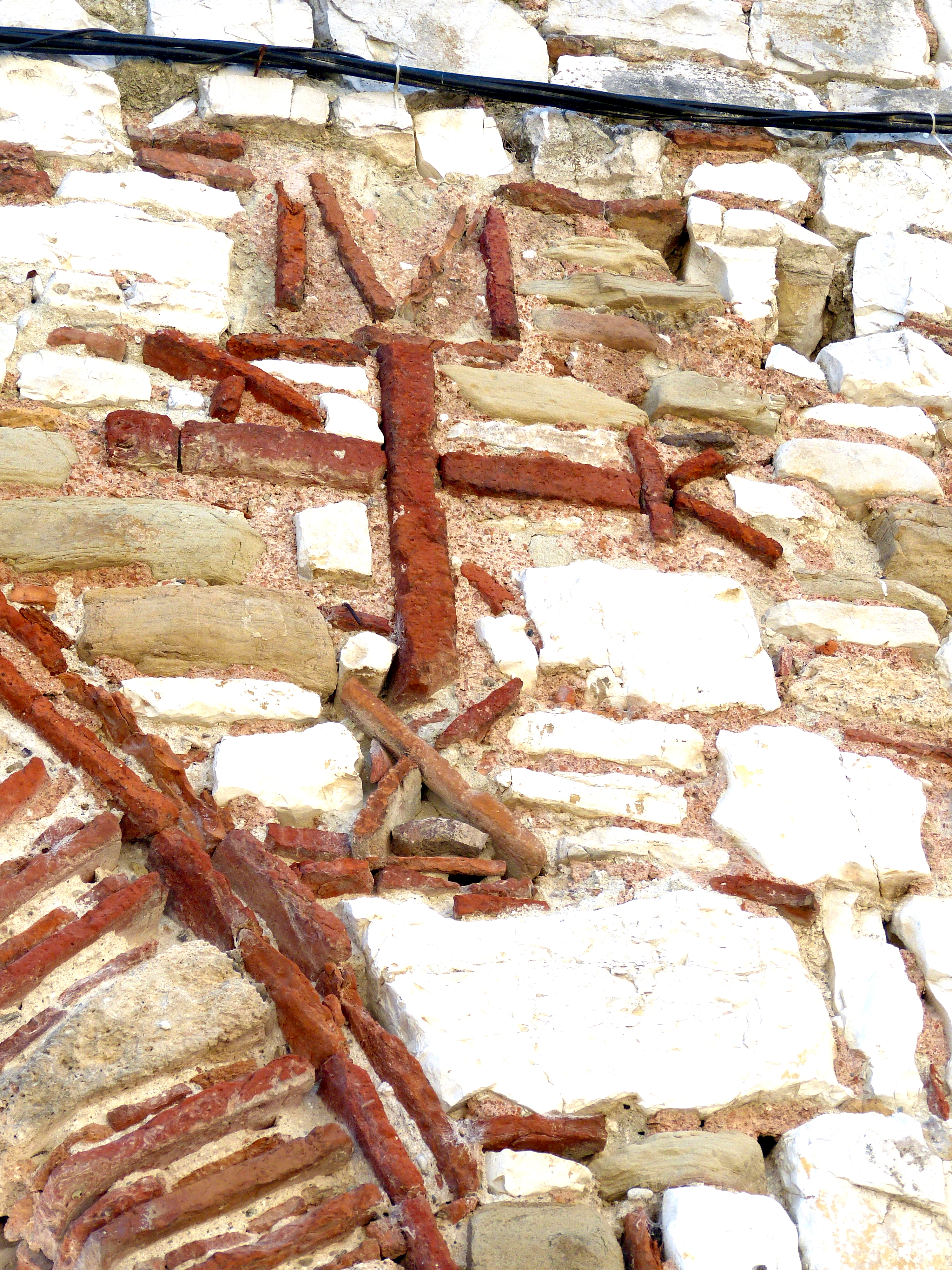
Monogramm des Michael Komnenos Dukas am Zwinger der Festung Berat (Albanien)

Michael I. Komnenos Dukas (Griechisch: Μιχαήλ Α΄ Κομνηνός Δούκας, Mikhaēl I Komnēnos Doukas) († 1215 in Berat) wird als Angehöriger der Familie Angelos oft als Michael Angelos bezeichnet, obwohl er selbst diesen Namen nie benutzte. Er war der Gründer und ab 1205 erste Herrscher des Despotats Epirus.

## Herkunft
Michael stammte – trotz seines Namens – aus dem Haus der Angeloi. Er war ein unehelicher Sohn des Sebastokrators Johannes Dukas (Angelos), nannte sich jedoch Michael Komnenos Dukas. Dies illustriert die verwirrende Praxis byzantinischer Familien, dem eigenen Familiennamen den berühmterer Vorfahren hinzuzufügen. Hier ging man aber noch weiter: Der eigentliche Familienname – Angelos – wurde überhaupt weggelassen, obwohl ihn die Vettern Michaels, die Kaiser von Byzanz Isaak II. Angelos und Alexios III. Angelos nicht ohne Stolz trugen. Stattdessen verwendete Michael den Familiennamen seiner väterlichen Großmutter, Theodora Komnene, (Tochter des Kaisers Alexios I. Komnenos) und den seiner väterlichen Urgroßmutter(!) Irene Dukaina (Gemahlin seines Urgroßvaters Kaiser Alexios I. Komnenos). Er war der Halbbruder von Theodoros I. Angelos, der ihm als Herrscher von Epirus 1215 bis 1230 nachfolgte, sich 1224 zum Herrscher des Königreiches Thessaloniki machte und sich 1225/26 in Arta zum Kaiser von Byzanz ausrufen und krönen ließ, letztlich aber als Gefangener zu Nicäa 1253 verstarb.

## Biografie
Im Jahr 1189 war er eine der Geiseln, die Kaiser Isaak II. von Byzanz Kaiser Friedrich I. Barbarossa  zur Absicherung der Einhaltung seiner Versprechungen an die Kreuzfahrer stellen musste. Er trug 1195 den Titel „Sebastos“ und war Dux (Statthalter) des Themas Mylasa in Kleinasien.
Nach der Eroberung Konstantinopels durch die Kreuzfahrer des Vierten Kreuzzugs 1204 trat er in den Dienst des Markgrafen Bonifatius I. von Montferrat, der bei der Aufteilung des Byzantinischen Reiches das Königreich Thessaloniki und die Oberhoheit über Griechenland erhielt. Michael gab die Gefolgschaft jedoch bald wieder auf, stellte sich auf die Seite des Widerstands gegen die Kreuzfahrer und nahm vielleicht auch an der Schlacht im Olivenhain von Kunduros (Frühjahr 1205) teil.
Nach der Niederlage in dieser Schlacht floh er nach Epirus, wo er das Gebiet von Dyrrhachion (heute Durrës in Albanien) bis zum Golf von Korinth unterwarf und ein straffes militärisches Regiment errichtete. Dem Lateinischen Königreich Thessaloniki im Osten, den Venezianern an der Adria, den Slawen im Norden und Nordosten setzte sich der von ihm geschaffene epirotische Staat, der Epirus, Akarnanien und Ätolien (heute Region Ätolien-Akarnanien in Westgriechenland) umfasste, als selbständiges byzantinisches Reich entgegen. Wie das Kaiserreich Nikaia in Kleinasien, so wurde Epirus auf der Balkanhalbinsel dem Byzantinertum zum Zentrum der kulturellen Selbsterhaltung und zur Keimzelle der politischen Sammlung.
Hauptstadt wurde Arta im Thema Nikopolis. Epirus wurde bald Zufluchtsort für viele griechische Flüchtlinge aus Konstantinopel, Thessalien und dem Peloponnes, und Michael als zweiter Noah bezeichnet, der die Menschen vor der lateinischen Flut rettete. Als Johannes X. Kamateros, der Patriarch von Konstantinopel, Michael jedoch nicht als legitimen Herrscher anerkannte und sich stattdessen Theodor Laskaris anschloss, unterstellte Michael Epirus der Autorität des Papstes Innozenz III. und kappte dadurch alle Verbindungen zur orthodoxen Kirche im Kaiserreich Nikaia.
Darüber hinaus widerstand er allen Versuchen Bonifatius’, ihn zu unterwerfen. Der Lateinische Kaiser von Konstantinopel Heinrich von Flandern forderte ihn auf, seine Oberhoheit anzuerkennen, akzeptierte dann aber eine Allianz, die mit der Heirat zwischen Heinrichs Bruder Eustach und einer Tochter Michaels 1209 bekräftigt wurde. Michael jedoch kümmerte sich nicht um dieses Bündnis in der Annahme, dass es dem Lateiner fast unmöglich sein werde, die Berge von Epirus zu erobern. 1210 verbündete sich Michael mit der Republik Venedig und griff Thessaloniki an. Da er dabei katholische Priester gekreuzigt haben soll, wurde er von Papst Innozenz III. exkommuniziert. Kaiser Heinrich befreite Thessaloniki gegen Ende des Jahres und zwang Michael ein neues Bündnis auf.
Trotz dieses Vertrags eroberte Michael in der Folgezeit strategisch wichtige Städte im Gebiet seiner ehemaligen und aktuellen Verbündeten, darunter Larisa in Thessalien (1212), Dyrrhachium und Korfu (1214), und übernahm auch die Kontrolle über die Häfen im Golf von Korinth. Als er als Verbündeter der Lateiner und Bulgariens in einen Krieg gegen die Serben verwickelt wurde, wurde er 1215 von einem Diener ermordet. Sein Nachfolger wurde sein Halbbruder Theodoros Komnenos Dukas.

## Familie
Michael heiratete zwei Mal:
- in erster Ehe: Ne Melissene
- in zweiter Ehe: 1204 Ne Melissene, Cousine seiner ersten Frau und Witwe des Senacherim, Stratege des Thema Nikopolis.

Kind aus erster Ehe:
- Ne Komnene (Angela),

oo nach Juli 1209 Eustach von Flandern 1206/1209 Heerführer, 1210–1216 Regent des Königreiches Thessaloniki, + n. 1217
Aus 2. Ehe:
- Theodora Komnene (Angela)

Sie war vor 1217 als Braut für einen Sohn des serbischen Großzupans Stefan vorgesehen.
oo vor 1228 Maio II. Orsini Pfalzgraf von Kefalonia, † 1259/64
- Maria Komnene (Angela)

Sie war vor 1217 verlobt mit Stefan „Prvovenčani“ (der Erstgekrönte) König von Serbien (1217–1227), die Verlobung wurde jedoch wegen zu naher Verwandtschaft (5. Grad) aufgehoben.
oo Konstantin Maliasenos; epirotischer Gouverneur von Megalovlachia und Volos, + als Mönch, Oktober 1256
- Konstantinos Komnenos (Angelos), cl. 1210, + v. 1214

Aus einer außerehelichen Verbindung stammt
- Michael II. Komnenos Dukas Nothos Angelos

Er war von 1237 bis 1266 Archon von Epirus und Ätolien und wurde 1249 vom Kaiserreich Nikaia als Despotes anerkannt (* c. 1205, + 09.1266 / 08.1268)
oo c. 1230 Theodora Dukaina Petraliphaina Basilissa, (als Heilige der Orthodoxen Kirche „Theodora von Arta“), 1252/56 getrennt von ihrem Mann, + als Nonne, begr. in Arta, T. v. Johannes Petraliphas, Gouverneur von Thessalien und Makedonien.